# Sinobdella sinensis
Sinobdella sinensis és una espècie de peix pertanyent a la família dels mastacembèlids i l'única del gènere Sinobdella.

## Descripció
- Fa 19 cm de llargària màxima.[6][7]

## Hàbitat
És un peix d'aigua dolça, bentopelàgic i de clima subtropical.

## Distribució geogràfica
Es troba a Àsia: la Xina i el Vietnam.

## Observacions
És inofensiu per als humans.